# Martine-Nicole Rojina
Martine-Nicole Rojina (* 1982 in Starnberg) ist eine deutsche Musikerin und Medienkünstlerin.

## Biografie
Martine-Nicole Rojina arbeitete als Tontechnikerin im Münchner Jazzclub Unterfahrt, bevor sie Medienkunst an der Akademie der Bildenden Künste München studierte. Mehrere Jahre lehrte sie am SAE Institute. Sie war Frontfrau des Elektropop-Duos Marsmobil und der Band Weiter, die sie mit dem damaligen LaBrassBanda-Bassisten Oliver Wrage gegründet hatte. Außerdem leitete sie das Kollektiv Permeable. Für ihre Projekte als Bühnenkünstlerin und Klangregisseurin arbeitete sie mit Künstlern wie Peter Kruder (Kruder & Dorfmeister), Michael Meinl (Millenia Nova) und Arne Quinze zusammen. Rojina wurde unter anderem zum Heidelberger Frühling, zum Hidalgo Festival in München, zum Ableger des Londoner Music Tech Fest in Frankfurt, zum Südtirol Jazzfestival und ans Theater Aan Zee in Ostende eingeladen.

## Transdisziplinarität
Ein Schwerpunkt von Rojinas Arbeit ist die transdisziplinäre Verbindung von Kunst, Wissenschaft und Technologie. Zu Kooperationen zwischen diesen Bereichen beriet sie unter anderem in Brüssel die EU-Kommission und trat 2016 bei den Ted Talks in Gent auf. Eigene Projekte dazu verwirklicht sie als Produzentin in ihrem Münchner MPATHY STUDIO. So entstand unter anderem 2011 mit dem Karlsruher Institut für Technologie die Video-Installation I Heart Failure, die beim Festival Transmediale in München vorgestellt wurde.

## SISTER Moon
2019 präsentierte BBC World News Rojinas partizipatives Projekt SISTER Moon. Dabei können Teilnehmer ihr eigenes Echo vom Mond hören. Radiowellen werden dafür zur Mondoberfläche gesendet, das Echo wieder empfangen und in Klang umgewandelt. Maximal 2,7 Sekunden braucht der Klang von der Erde zum Mond und wieder zurück. Für das Projekt wurde Rojina als Artist in Residence an das niederländische Dwingeloo-Radioteleskop und zu zahlreichen Festivals in Europa und den USA eingeladen.

## Diskografie
- 2013: Weiter: „Weiter“ (Polydor)
- 2008: Wigald Boning: „Jet Set Jazz“ (Compost Records) – Background Vocals
- 2007: Marsmobil: „Une Affaire De Mode Et De Musique“ (Compost Records)
- 2007: Marsmobil: „Mangia Amore / Supersonic Mind“ (Compost Records)
- 2006: Marsmobil: „Minx“ (Compost Records)